# Уралтрансмаш
Уральский завод транспортного машиностроения (Уралтрансмаш) — российский (ранее советский) завод, выпускающий военную технику, а также трамвайные вагоны, станки-качалки, железнодорожную продукцию. Единственное предприятие в России, производящее самоходные артиллерийские установки. Расположено в Екатеринбурге.

## История
«Уральский завод транспортного машиностроения» — одно из старейших предприятий Урала: его история насчитывает более двухсот лет. Начало предприятию положила основанная в 1817 году в Екатеринбурге золотопромывальная фабрика. Через тридцать лет на её месте построили машиностроительный завод, делающий паровые машины, котлы, локомобили, оборудование для горнодобывающей промышленности.
После 1917 года завод был национализирован и получил название «Металлист». После реконструкции он начал выпускать нефтедобывающее и нефтеперерабатывающее оборудование, выполнял заказы новостроек в период индустриализации.
Современная история предприятия началась во время Великой Отечественной войны. С конца октября 1941 года в корпусах завода разместились коллективы эвакуированных предприятий из Москвы, Подольска и Сталинграда. Здесь же был размещен московский завод № 37. Начался монтаж нового оборудования и уже в декабре на заводе собрали первые 20 танков Т-30. Первый легкий танк Т-60 отправился с завода в войска в феврале 1942 года. Всего на заводе изготовили 1243 легких танков: 200 Т-30, 1033 Т-60 и 10 Т-70. В июле 1943 года влит в состав УЗТМ, но уже в сентябре выделен как отдельный завод № 50. Именно на нем с декабря 1942 по 1946 годы выпускались СУ-122, СУ-85 и СУ-100, всего почти 6330 самоходных установок.
С тех пор на заводе было разработано или модернизировано около сорока видов изделий военной техники. На предприятии работает конструкторское бюро, создавшее ряд новых военных изделий.
В 1967 году предприятие получило название «Уральский завод транспортного машиностроения им. Я.М. Свердлова».
В 1989 году «Уралтрансмаш» выпустил свою первую самоходную гаубицу 2С19 «Мста-С». Модификации «Мста-С» и сейчас поставляются в российскую армию. В частности, в ноябре 2011 года войска Южного военного округа в Чеченской Республике получили 26 новых самоходных гаубиц 2С19М1 «Мста-С», которые заменили устаревшие установки 2С3 «Акация».
В 2000 году, после принятия государством программы по реформированию оборонно-промышленного комплекса, власти сообщили о планах по созданию в ближайшие годы на базе уральских предприятий бронетанкового холдинга для выполнения госзаказов по поставкам бронемашин. В этот холдинг должен был войти и «Уралтрансмаш». Однако в те годы холдинг так и не был создан. Одной из основных причин стало отсутствие необходимой нормативно-правовой базы. Но работа в этом направлении продолжалась. В декабре 2005 года Федеральным агентством по промышленности создана рабочая группа по формированию бронетанкового холдинга на базе ФГУП «ПО «Уралвагонзавод». К концу 2006 года группа должна была подготовить окончательный пакет документов по созданию холдинга. В марте 2008 холдинг был создан.
В июле 2009 года ФГУП «Уральский завод транспортного машиностроения» было акционировано. В том же году акции предприятия внесены в уставный капитал ОАО «НПК «Уралвагонзавод». «Уралтрансмаш» стал частью бронетанкового холдинга. При этом часть акций предприятия осталась во владении Росимущества. По состоянию на октябрь 2012 года «Уралвагонзаводу» принадлежало 84,2 % акций «Уралтрансмаша», Росимуществу — 15,8 %.
В декабре 2015 года «Уралвагонзавод» увеличил свою долю в «Уралтрансмаше» до 99,17 %.
Помимо военной продукции «Уралтрансмаш» производит станки-качалки для добычи нефти, лебедки для пассажирских и грузовых лифтов, низкопольные трамваи.
В 2012 году планировалось начать серийное производство трамваев с аккумуляторами, но отсутствие необходимых тяговых аккумуляторов приостановило эти планы. В 2022 году планировалось получить необходимые аккумуляторы в 2024 году.
В июне 2023 года завод переведён под управление научно-производственного концерна «Техмаш» (входит в группу «Ростех»).

## Санкции
15 мая 2023 года завод включен в санкционный список Украины так как он «совершает производство/поставку продукции военного назначения, которая использовалась Россией во время незаконного вторжения в Украину в 2022 году».
19 мая 2023 года, из-за нападения России на Украину, Уралтрансмаш попал под санкции США «за связь с активизацией усилий России по разработке оружия и связанных с ним систем».
18 декабря 2023 года завод попал под санкции стран Евросоюза так как он «выпускает самоходные артиллерийские установки "Мста-С" и самоходные артиллерийские установки "Тюльпан", которые активно используются на территории Украины».

## Трамвайные вагоны
| Наименование          | Годы выпуска | Количество  | Фото | Примечание |
| --------------------- | ------------ | ----------- | ---- | --- |
| 71-401 (СПЕКТР-1)     | 1997         | 1           |      | Экспериментальный вагон, созданный на основе Tatra T6B5 |
| 71-402 «СПЕКТР»       | 1999—2005    | 55          |      | Усовершенствованная модель вагона 71-401 с видоизмененным кузовом и новым электрооборудованием |
| 71-403                | 2003—2012    | 37          |      | Усовершенствованная модель вагона 71-402 с новой округлой формой кабины, измененным элекрооборудованием, электронным автоинформатором                                                                  |
| 71-405                | 2006—2014    | 106         |      | Усовершенствованная модель вагона 71-403 с новыми деталями кузова, вклеенными стеклами, асинхронным двигателем и новыми тяговыми преобразователями                                                     |
| 71-407                | 2009—2020    | 183         |      | Вагон с переменным уровнем пола (площадь низкопольной части пассажирского салона составляет 39%), созданный на базе 71-405                                                                             |
| 71-409                | 2011,2019    | 4           |      | Трёхсекционный сочленённый односторонний вагон со 100-процентным уровнем низкого пола |
| 71-410 (R1)           | 2014         | 0 (1 макет) |      | Трёхсекционный низкопольный трамвай, разработанный совместно с ОКБ «Атом». Впервые его полноразмерный макет без ходовой части был представлен в июле 2014 года в Екатеринбурге на выставке «Иннопром». |
| 71-411                | 2019—н.в.    | 28          |      | Узкоколейный трамвайный вагон на базе модели 71-412 с шириной колеи 1000 мм |
| 71-412                | 2018—н.в.    | 44          |      | Четырёхосный трамвайный вагон с переменным уровнем пола |
| 71-414                | 2014         | 70          |      | Вагон типа PESA TWIST, выпущенные на заводе PESA в Хожуве (Польша), для которых Уралтрансмаш выступил в качестве дистрибьютора и поставщика информационных систем в салоне.                            |
| 71-415                | 2018—н.в.    | 5           |      | Четырёхосный низкопольный трамвайный вагон |
| 71-415Р               | 2020—н.в.    | 13          |      | Четырёхосный низкопольный трамвайный вагон в стиле ретро, созданный на базе 71-415 |
| 71-415М               | 2023         | 1           |      | Модернизированный четырёхосный низкопольный трамвайный вагон, созданный на базе 71-415 |
| 71-418                | 2019         | 1           |      | Шестиосный трёхсекционный низкопольный трамвайный вагон |
| 71-421Р «Довлатов»    | 2023—н.в.    | 28          |      | Двухсекционный низкопольный трамвайный вагон в ретро стиле, выпускающийся эксклюзивно для Санкт-Петербурга                                                                                             |
| 71-431Р «Достоевский» | 2023—н.в.    | 13          |      | Шестиосный трёхсекционный низкопольный трамвайный вагон в ретро стиле, выпускающийся эксклюзивно для Санкт-Петербурга                                                                                  |

## Награды
- Орден Трудового Красного Знамени (16.09.1945) — за успешное выполнение заданий ГКО СССР.
- Орден «Знак Почёта» (1976)[20]
- Почётная грамота Президиума Верховного совета Российской Федерации (07.09.1992)[21]

## Руководители
- 1941-1943 — Фрезеров, Григорий Рафаилович
- 1943-1947 — Лисин Иван Иванович
- 1947-1950 — Петухов Константин Дмитриевич
- 1950-1963 — Атаманов Михаил Павлович
- 1963-1971 — Саплянов Вениамин Васильевич
- 1971-1988 — Студенок Геннадий Андреевич
- 1988-2001 — Шарков Александр Николаевич
- 2001-2003 — Зибарев Юрий Петрович
- 2003-2013 — Комратов Юрий Сергеевич
- 2013-2015 — Носов Алексей Дмитриевич
- 2015-2016 — и.о. Колесник Павел Васильевич
- 2016-2019 — Городилов Владимир Александрович
- 2019-2023 — Семизоров Дмитрий Юрьевич
- 2023 — Рыбин Олег Вениаминович (врио)
- С октября 2023 — Емельянов Олег Борисович